# あべ由紀子
あべ 由紀子（あべ ゆきこ、1981年2月19日 - ）は、日本のタレント、歌手である。大分県杵築市（旧速見郡山香町）出身、O型。　スカイコーポレーションに所属していた。

## 経歴
全校生徒19人、同級生1人という山間の小学校で育つ。17歳の時に宇佐市で行われたNHKのど自慢に出場、酒井法子の「鏡のドレス」を手話つきで歌い合格。このとき「鼻血出そう」と言い、いつも冷静なギターの岩谷弘明さんから笑みがこぼれた。スターダストプロモーション預かりとなり「あべ由紀子」の芸名でタレント活動を行う。ライブドア主催のオーディションに合格し、アイドルグループ「Kaori@livedoor PHOENIX」のメンバーYukkoとして活動。解散後は元の芸名に戻し、タレント活動を続行。NOAHを観戦したことからプロレス観戦が趣味となる。葛飾FM「お笑いプロレス道場 G」に出演していた際、ゲストに来た日高郁人がその模様をブログに挙げたのをFIGHTING TV サムライのスタッフが見たことがきっかけで「Sアリーナ」のレギュラーに抜擢。
2010年11月3日に本人が作詞したご当地ソング「かぼす音頭」が発売される。
弟は地元の消防署の救助隊長。

## 人物
- 特技は相撲甚句。

## 出演履歴

### テレビ
- Sアリーナ（FIGHTING TV サムライ）
- 速報!バトル☆メン（FIGHTING TV サムライ）リポーター
- ミセスマートTV・NEO（テレビ埼玉他）

### ラジオ
- テリー伊藤のってけラジオ（ニッポン放送）リポーター
- ライブシーンを彩る女神たち（FM西東京）
- お笑いプロレス道場 G（葛飾FM）

## 作品歴
- 「ハートのエースが出てこない」（2005年3月16日）

「Kaori@livedoor PHOENIX」名義
- 「ムシキング・サンバ!」（2005年6月25日）

「カオリ&ムシキング・アミーゴス」名義、甲虫王者ムシキングEDテーマ
あべ由紀子名義
- かぼす音頭　(C/W)　風のさと　・　潮風リアル　(2010年11月3日、シーピーシーレコード)
- 心雨＜しんう＞ (C/W)　ムシキング・サンバ　(2011年3月2日、シーピーシーレコード)